# Urophyllum tsaianum
Urophyllum tsaianum är en måreväxtart som beskrevs av Foon Chew How och Hsien Shui Lo. Urophyllum tsaianum ingår i släktet Urophyllum och familjen måreväxter. Inga underarter finns listade i Catalogue of Life.